# Drifters (série télévisée)
Drifters est une sitcom britannique en 24 épisodes de 23 minutes créée par Jessica Knappett et diffusée entre le 31 octobre 2013 et le 14 novembre 2016 sur la chaîne E4.
La série est inédite dans tous les pays francophones.

## Synopsis
Après avoir obtenu son diplôme universitaire, Meg, âgée de la vingtaine, sa cousine Bunny et leur amie Laura partagent un appartement. Elles font face aux aléas de l'amour et de la vie.

## Production
Le 9 mai 2014, Channel 4 annonce qu'une deuxième saison est commandée. La nouvelle saison est diffusée du 23 octobre au 27 novembre 2014.
Le 9 juin 2015, Channel 4 annonce qu'une troisième saison est commandée. Elle est diffusée du 22 octobre au 26 novembre 2015.
En mars 2016, Jessica Knappett confirme qu'une quatrième de la saison est commandée. La diffusion commence le 10 octobre 2016.
En juin 2017, Jessica Knappett annonce la fin de la série. Elle justifie ce choix dans indiquant : « Les dirigeants de Channel 4 m'ont dit qu'ils ne prendraient une décision qu'en 2019, et je n'ai pas la patience d'attendre tout ce temps ».

## Distribution
- Jessica Knappett (en) : Meg
- Lydia Rose Bewley (en) : Bunny
- Lauren O'Rourke (en) : Laura
- Bob Mortimer (en) : Frank
- Arabella Weir (en) : Jenny
- Philippe McGinley : Mark
- Bobby Hirston : Gary
- Nick Mohammed : Malcolm
- Sam Jackson : James
- Brett Goldstein : Scott
- Perry Fitzpatrick (en) : Hot & Cold

## Épisodes

### Saison 1 (2013)
Tous les épisodes sont réalisés par Simon Delaney et scénarisés par Jessica Knappett.
| Épisode | Titre              | Date de diffusion |
| --- | ------------------ | ----------------- |
| 1 | Home               | 31 octobre 2013   |
| Meg et sa cousine Bunny reviennent à Leeds après avoir décidé d’écourter leur année sabbatique en Inde. Leur meilleure amie Laura les attend, ainsi que l’ancien petit-ami de Meg qui n’arrête pas de la suivre.                                   |                    |                   |
| 2 | Scabies            | 31 octobre        |
| Bunny et Laura sont étonnées que Meg ait réussi à dégoter un rencard dans la rue, en étant déguisée en smartphone. Laura a peur d’avoir attrapé la gale et Bunny s’auto-diagnostique une dépression.                                               |                    |                   |
| 3 | Work Experience    | 7 novembre 2013   |
| Lassée de distribuer des tracts, Meg démissionne et postule à un autre travail, décrochant un stage dans une radio locale. Laura soupçonne Gary de la tromper.                                                                                     |                    |                   |
| 4 | Dry Run            | 14 novembre 2013  |
| Les filles sont consternées lorsqu’elles découvrent que Meg n’a pas eu de relation sexuelle depuis presque un an. Encouragée par Bunny et Laura, Meg accepte de trouver un partenaire sexuel qui devrait être reconnaissant.                       |                    |                   |
| 5 | Friend Night Stand | 21 novembre 2013  |
| Meg se fait une nouvelle amie et l’amène chez elle, mais les autres pensent qu’Ellie a mal interprété la situation. Laura ne supporte plus Gary, mais elle a l’occasion d’envisager d’autres options. Bunny vit une histoire torride avec Cillian. |                    |                   |
| 6 | Nineties Night     | 28 novembre 2013  |
| Mark se reconvertit en DJ et demande à Meg de l’aider pour sa soirée années ’90. Meg accepte par compassion, mais les choses ne se passent pas comme prévu.                                                                                        |                    |                   |

### Saison 2 (2014)
Tous les épisodes sont réalisés par Simon Delaney et scénarisés par Jessica Knappett. Crédits supplémentaires par Phoebe Waller-Bridge pour le deuxième épisode ainsi que Joe Tucker et Lloyd Woolf pour le troisième épisode.
| № | # | Titre         | Date de diffusion |
| --- | - | ------------- | ----------------- |
| 7 | 1 | Rock'n'Roll   | 23 octobre 2014   |
| Meg est traumatisée lorsque ses parents lui annoncent qu’ils se séparent. Mais peut-être que son nouveau voisin canon Scott, qui lui offre ses conseils psychologiques, peut apaiser la douleur ?                                                                                               |   |               |                   |
| 8 | 2 | Truth or Dare | 30 octobre 2014   |
| Meg organise une soirée entre filles parce qu’elles sont fauchées et célibataires. La soirée devient incontrôlable lorsque Laura et Bunny insistent pour jouer à Action ou Vérité. |   |               |                   |
| 9 | 3 | Goole         | 6 novembre 2014   |
| Meg se rend compte que toutes ses connaissances utilisent l’application de rencontre BangR. Impatiente de prouver à Mark qu’elle se remet de leur rupture, elle s’inscrit et dégote un rencard.                                                                                                 |   |               |                   |
| 10 | 4 | Leia          | 13 novembre 2014  |
| Leia, jolie et libre d’esprit, débarque à Leeds. Meg et Bunny ont connu Leia lors de leur voyage en Inde, et tout le monde la trouve géniale — sauf Meg. L’arrivée de Leia pousse Laura à s’investir en politique, Bunny à secourir un chat, et Meg à faire sensation lors d’une rave illégale. |   |               |                   |
| 11 | 5 | Hen Don't     | 20 novembre 2014  |
| Meg se retrouve à organiser un enterrement de vie de jeune fille, qui a lieu au même moment qu’un rendez-vous galant qu’elle ne peut pas manquer. |   |               |                   |
| 12 | 6 | Meg's New Job | 27 novembre 2014  |
| Meg dégote un travail à l’association caritative HumanKind UK. Tout ce qu’elle doit faire, c’est conquérir sa patronne Rebecca et s’intégrer à l’ambiance générale du bureau. Pendant ce temps, Bunny rencontre des problèmes à l’agence pour l’emploi, et Laura découvre sa vocation.          |   |               |                   |

### Saison 3 (2015)
Tous les épisodes sont réalisés par Al Campbell et scénarisés par Jessica Knappett.
| № | # | Titre        | Date de diffusion |
| --- | - | ------------ | ----------------- |
| 13 | 1 | Roomies      | 22 octobre 2015   |
| Mark veut déménager de l’appartement, ce qui tombe bien parce que Meg veut que Bunny emménage. |   |              |                   |
| 14 | 2 | Skint        | 29 octobre 2015   |
| La situation financière des filles est au plus bas. Meg trouve donc une solution inhabituelle lorsqu’elles n’ont plus d’argent pour se nourrir.                                                                                     |   |              |                   |
| 15 | 3 | Vanilla      | 5 novembre 2015   |
| Meg rencontre une vieille amie d’enfance qui a bien réussi dans la vie. Elle ravive l’amitié qu’il y avait entre elles autrefois pour obtenir une offre d’emploi dans son entreprise.                                               |   |              |                   |
| 16 | 4 | Hot and Cold | 12 novembre 2015  |
| Meg se trouve dans une relation avec un gars qu’elle surnomme "Chaud et Froid". A-t-elle trouvé un petit-ami ou un partenaire sexuel occasionnel ?                                                                                  |   |              |                   |
| 17 | 5 | Plus One     | 19 novembre 2015  |
| Meg a désespérément besoin d’avoir un cavalier pour une occasion très importante. La patience de Laura est mise à rude épreuve lorsqu’elle héberge Maggot, le meilleur ami de Gary. Bunny prend sur elle pour rendre service à Meg. |   |              |                   |
| 18 | 6 | Wedding      | 26 novembre 2015  |
| C’est le mariage du petit frère de Meg. Elle est déterminée à ne pas culpabiliser d’être célibataire, alors qu’un rôle important lui a été attribué pour l’évènement.                                                               |   |              |                   |

### Saison 4 (2016)
Tous les épisodes sont réalisés par Al Campbell et scénarisés par Jessica Knappett. Crédits supplémentaires par Emerald Fennell pour le troisième et quatrième épisode.
| № | # | Titre         | Date de diffusion |
| --- | - | ------------- | ----------------- |
| 19 | 1 | Halloween     | 10 octobre 2016   |
| Laura annonce à ses nouveaux collègues de travail que les filles organisent une fête d’Halloween sexy, mais la soirée ne se passe pas comme prévu.                                                                              |   |               |                   |
| 20 | 2 | The Third Way | 17 octobre 2016   |
| Meg n’arrive pas à coucher avec Andrew. Laura essaie de larguer Gary, et Bunny devient une experte en relations. |   |               |                   |
| 21 | 3 | Big Break     | 24 octobre 2016   |
| Bunny est ravie d’avoir un rôle dans un film avec le célèbre boxeur Alex Reid. Laura découvre les indemnités maladie, alors que Meg se vend sur le tournage du film de Bunny.                                                   |   |               |                   |
| 22 | 4 | Homeless      | 31 octobre 2016   |
| Les filles ont l’idée de louer l’appartement pour gagner de l’argent. Cependant, les choses ne se passent pas comme prévu et elles se retrouvent à la rue pendant le week-end de leur réunion des anciens élèves.               |   |               |                   |
| 23 | 5 | Sober         | 7 novembre 2016   |
| Meg, Laura et Bunny décident de se désintoxiquer de l’alcool pendant un moment. Encore mieux, elles s’inscrivent à une course pour une œuvre de charité. Cependant, quelques distractions viennent perturber leur bonne action. |   |               |                   |
| 24 | 6 | Funeral       | 14 novembre 2016  |
| Lorsque la grand-mère de Meg et Bunny décède, il est temps pour Meg d’aller de l’avant, d’être une adulte et d’organiser des funérailles pour sa famille en deuil.                                                              |   |               |                   |